# Aéroport de Quetzaltenango
L'aéroport de Los Altos (espagnol : Aeropuerto Los Altos, (code IATA : AAZ • code OACI : MGQZ), également connu sous le nom d'aéroport de Quetzaltenango, dessert la ville de Quetzaltenango et l'ouest du Guatemala.

## Situation
L'aéroport de Los Altos est situé dans un bassin de haute altitude dans les hautes terres du Guatemala, dans la partie nord-est de la ville de Quetzaltenango. Il y a une crête montagneuse à 3 kilomètres (1,9 mi) au nord de la piste, et un terrain montagneux distant dans tous les autres quadrants. 
| Puerto Barrios Flores Guatemala Quetzaltenango |

## Histoire
Le premier aéroport a été construit en 1945 à La Esperanza et a été transféré sur le site actuel en 1955. Aviateca assurait des vols quotidiens entre Xela et Guatemala City. L'aéroport a subi des travaux de construction dans le cadre d'un programme national de réhabilitation des aéroports. Desservant la deuxième plus grande ville du Guatemala, l'aéroport vise à obtenir un statut international, au même titre que l'aéroport international La Aurora et l'aéroport international Mundo Maya. La région espère profiter économiquement de ce nouvel aéroport. Jusqu'à présent, l'aéroport le plus proche de Quetzaltenango avec des liaisons aériennes régulières se trouvait à 200 km de distance, à Guatemala City. 
Jusqu'en 2006, l'aérodrome n'avait qu'une piste en herbe. Il ne possédait pas d'aérogare importante et seulement un petit hangar. Le trafic aérien était limité en raison du manque de caractéristiques permettant une exploitation sûre. En septembre 2006 ont débuté les travaux de construction, qui comprenaient : l'extension, l'asphaltage, la signalisation et l'éclairage de la piste et de la voie de circulation, la construction d'un petit terminal et d'une aire de trafic pour quatre avions, et la construction d'une aire de stationnement.
Un centre d'opérations d'urgence a été installé à l'aéroport afin de répondre à de futures catastrophes comme l'ouragan Stan. La nouvelle piste a été inaugurée par le président Óscar Berger le 10 janvier 2008.
Cependant, des critiques ont été formulées. Il a été découvert que lorsque Óscar Berger a inauguré la piste en janvier 2008, les travaux de construction n'étaient pas terminés. 

## Statistiques
Pour des raisons techniques, il est temporairement impossible d'afficher le graphique qui aurait dû être présenté ici.

Voir la requête brute et les sources sur Wikidata.